# Parides klagesi
Parides klagesi је врста лептира из породице једрилаца (лат. Papilionidae).

## Распрострањење
Венецуела је једино познато природно станиште врсте.

## Станиште
Врста Parides klagesi има станиште на копну.

## Угроженост
Подаци о распрострањености ове врсте су недовољни.